# John Hugh Means

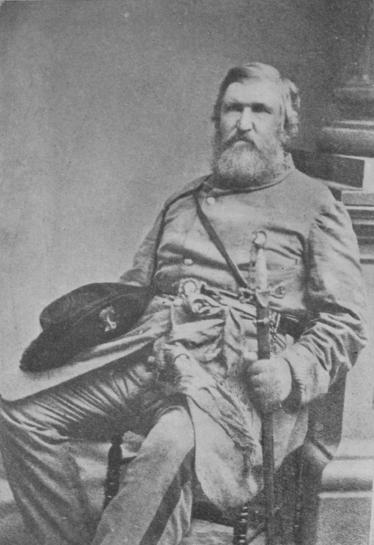
John Hugh Means

John Hugh Means (* 18. August 1812 im Fairfield District, South Carolina; † 29. August 1862 bei Manassas, Virginia) war ein US-amerikanischer Politiker und von 1850 bis 1852 Gouverneur von South Carolina.

## Frühe Jahre
John Means besuchte das Mount Zions College in Winnsboro und anschließend bis 1832 das South Carolina College, die spätere University of South Carolina. Danach war er als Pflanzer tätig. Er war ein Anhänger der radikalen Kräfte in South Carolina, die für mehr Rechte der Einzelstaaten gegenüber dem Bund eintraten. Er war mit Sara Rebecca Stark verheiratet, das Paar hatte zwei Kinder.

## Gouverneur von South Carolina
Aufgrund seiner politischen Einstellung wurde der Demokrat 1850 zum Gouverneur gewählt. In dieser Zeit überschattete der Gegensatz zwischen den Nord- und Südstaaten der USA alle anderen Ereignisse in den gesamten Vereinigten Staaten. South Carolina war Wortführer des Südens. Obwohl die Frage der Ausweitung der Sklaverei in die neuen, von Mexiko abgetretenen Gebiete mit dem Kompromiss von 1850 gelöst worden war, kamen in Means Amtszeit neue Spannungen auf. Im Jahr 1851 beschloss ein Konvent in South Carolina den Austritt aus der Union, weil sich das Land von den Nordstaaten bevormundet fühlte und nicht gewillt war, in der heiß diskutierten Frage der Sklaverei Kompromisse mit dem Norden zu machen, geschweige denn diese abzuschaffen. Eine Volksabstimmung im gleichen Jahr verwarf allerdings diesen Beschluss wieder. Demnach wollte man nur dann aus der Union austreten, wenn auch die anderen Südstaaten sich diesem Schritt anschlossen. Die anderen Staaten entschieden sich damals aber mehrheitlich für einen Verbleib in der Union. South Carolina schloss sich dieser Mehrheit an. Gouverneur Means war für die Sezession. Er erhöhte das Budget der Nationalgarde, um sie auf einen eventuellen Krieg mit dem Norden vorzubereiten.

## Weiterer Lebenslauf
John Means Amtszeit endete am 1. Dezember 1852. Da die Verfassung keine zwei aufeinanderfolgenden Amtszeiten erlaubte, durfte er nicht direkt wiedergewählt werden. In der Folge blieb er seinen politischen Grundsätzen treu. Im Dezember 1860 war er Mitglied eines Kongresses, der den Austritt South Carolinas aus der Union beschloss. Means unterschrieb das entscheidende Dokument, die so genannte „Ordinance of Secession“. Bei Ausbruch des Bürgerkrieges stellte er sich als Oberst (Colonel) an die Spitze eines Infanterie-Regiments aus South Carolina. Dieses Regiment wurde dem Kommando der Konföderation unterstellt und kämpfte in Virginia. Während der zweiten Schlacht am Bull Run wurde Colonel Means tödlich verwundet.